# أحمد جاسم
أحمد جاسم (مواليد 20 مايو 1975 )، حارس مرمى كرة قدم كويتي سابق، لعب لـ نادي العربي ولـ منتخب الكويت لكرة القدم.

## سيرته الرياضية
دخل أحمد جاسم عالم كرة القدم في سن السابعة عشرة عام 1992، وذلك بعد تحوله من لعبة كرة الطائرة الذي تجمد نشاطها في الكويت عقب الغزو العراقي للكويت، وبعد تجميد النشاط في النادي، عاد إلى لعب كرة القدم في شوارع منطقة سكنه بصحبة أصدقائه وكان يقوم بدور حارس المرمى، وقتها تلقي نصيحة من حارس مرمى نادي القادسية ومنتخب الكويت لكرة القدم الأسبق جاسم بهمن بالتحول إلى حراسة المرمى، وكان قريباً من التسجيل في صفوف نادي القادسية، إلا أن تمسك مسؤولي النادي العربي الكويتي بخدماته بوصفه مسجلاً في كشوفات فريق الطائرة فتمت اعادته للنادي، وتقرر ضمه إلى الفريق الأول، ليجد نفسه يتدرب مع الحارس الأسطوري سمير سعيد، ليحقق مع النادي العربي الكويتي 20 بطولة منذ انضمامه عام 1992 وحتى اعتزاله عام 2006، وعلي مستوي منتخب الكويت لكرة القدم فقد حقق معه بطولة كأس الخليج العربي 14 في البحرين، والمركز الثاني في آسياد آسيا، وقد برز ولعب دور كبير في تأهل منتخب الكويت لكرة القدم إلى المباراة النهائية، وتمكن وقتها في مباراة القبل النهائي في صد ثلاث ضربات جزاء أمام المنتخب القطري.

## حياته الاسرية
متزوج ولديه من الأبناء:
- محمد.
- مضاوي.